# Pilumnus guinotae
Pilumnus guinotae is een krabbensoort uit de familie van de Pilumnidae. De wetenschappelijke naam van de soort is voor het eerst geldig gepubliceerd in 1968 door Takeda & Miyake.